# Коропська волость
Коропська волость — історична адміністративно-територіальна одиниця Кролевецького повіту Чернігівської губернії з центром у заштатному місті Короп.
Станом на 1885 рік складалася з 13 поселень, 35 сільських громад. Населення — 14 640 осіб (7222 чоловічої статі та 7418 — жіночої), 2360 дворових господарств.
|                     | Площа, десятин | У тому числі орної, дес. |
| ------------------- | -------------- | ------------------------ |
| Сільських громад    | 15982          | 11552                    |
| Приватної власності | 9964           | 4865                     |
| Іншої власності     | 194            | 110                      |
| Загалом             | 26140          | 16527                    |

Найбільші поселення волості на 1885 рік:
- Кирильськ — колишнє державне й власницьке село, 1776 осіб, 320 дворів, православна церква, школа, 3 постоялих будинки.
- Краснопілля — колишнє державне й власницьке село, 2519 осіб, 439 дворів, 3 постоялих будинки.
- Лукнов — колишнє державне й власницьке село, 824 особи, 130 дворів, православна церква, школа, постоялий двір, постоялий будинок.
- Райгородок — колишнє державне й власницьке село при річці Десна, 991 особа, 166 дворів, православна церква,  постоялий будинок.
- Рожественне — колишнє державне й власницьке село, 2804 особи, 513 дворів, православна церква, школа, 4 постоялих будинки, 3 лавки, крупорушка, винокурний завод.
- Риботин — колишнє державне й власницьке село при річці Риботин, 1793 особи, 313 дворів, 2 православні церкви, 2 постоялих будинки.
- Сохачі — колишнє державне й власницьке село при річці Десна, 1084 особи, 178 дворів, православна церква, постоялий будинок.

1899 року у волості налічувалось 24 сільських громади, населення зросло до 18 936 осіб (9531 чоловічої статі та 9405 — жіночої).